# 9381 Lyon
9381 Lyon è un asteroide della fascia principale. Scoperto nel 1993, presenta un'orbita caratterizzata da un semiasse maggiore pari a 3,0035448 UA e da un'eccentricità di 0,0555257, inclinata di 1,14024° rispetto all'eclittica.